# Europapokal der Pokalsieger (Handball) 1987/88
Der Europapokal der Pokalsieger 1987/88 war die 13. Austragung des Wettbewerbs für europäische Handball-Pokalsieger. Die 26 teilnehmenden Mannschaften qualifizierten sich in ihren Heimatländern über den nationalen Pokalwettbewerb für den von der Internationalen Handballföderation (IHF) organisierten Europapokal. Im Finale setzte sich der sowjetische Vertreter SKA Minsk gegen den TV Großwallstadt durch (21:24, 27:15). Damit gewann Minsk zum zweiten Mal nach 1983 den Wettbewerb, während Großwallstadt nach 1986 bereits zum zweiten Mal im Finale unterlag.

## Chronologie des Wettbewerbs

### Erste Runde
|                           | Gesamt |                  | Hinspiel | Rückspiel |
| ------------------------- | ------ | ---------------- | -------- | --------- |
| Kronohagens IF            | 28:52  | Holte IF         | 17:27    | 11:25     |
| IF Urædd                  | 42:41  | HP Warta         | 22:21    | 20:20     |
| KV Sasja HC               | 37:27  | Kyndil Tórshavn  | 19:14    | 18:13     |
| HV Aalsmeer               | 63:27  | Salford HC       | 32:11    | 31:16     |
| UMF Stjarnan              | 86:26  | Yago School      | 42:13    | 44:13     |
| HC Baník Karviná          | 42:33  | ASKÖ Linz        | 23:10    | 19:23     |
| SCM Politehnica Timișoara | 53:39  | Balkan Lowetsch  | 27:20    | 26:19     |
| Hapoel Rischon LeZion     | 45:39  | AC Doukas School | 24:21    | 21:18     |
| US Créteil HB             | 47:45  | Cividin Trieste  | 23:21    | 24:24     |
| Benfica Lissabon          | 31:50  | Atlético Madrid  | 20:21    | 11:29     |

Die übrigen Vereine (TV Großwallstadt, RK Medveščak, SKA Minsk, SC Leipzig, BSV Bern und Rába Vasas ETO) zogen durch ein Freilos automatisch ins Achtelfinale ein.

### Achtelfinale
|                           | Gesamt   |                       | Hinspiel | Rückspiel |
| ------------------------- | -------- | --------------------- | -------- | --------- |
| RK Medveščak              | 62:54    | Hapoel Rischon LeZion | 37:29    | 25:25     |
| US Créteil HB             | 39:59    | TV Großwallstadt      | 17:30    | 22:29     |
| UMF Stjarnan              | 35:35(A) | IF Urædd              | 20:19    | 15:16     |
| Rába Vasas ETO            | 37:39    | Atlético Madrid       | 24:15    | 13:24     |
| SCM Politehnica Timișoara | 39:39(A) | SC Leipzig            | 23:17    | 16:22     |
| Holte IF                  | 40:25    | KV Sasja HC           | 23:90    | 17:16     |
| SKA Minsk                 | 60:46    | HV Aalsmeer           | 28:22    | 32:24     |
| BSV Bern                  | 35:41    | HC Baník Karviná      | 22:23    | 13:18     |

### Viertelfinale
|                  | Gesamt |                  | Hinspiel | Rückspiel |
| ---------------- | ------ | ---------------- | -------- | --------- |
| RK Medveščak     | 35:33  | SC Leipzig       | 19:14    | 16:19     |
| HC Baník Karviná | 41:38  | Atlético Madrid  | 19:17    | 22:21     |
| SKA Minsk        | 61:43  | IF Urædd         | 33:20    | 28:23     |
| Holte IF         | 28:46  | TV Großwallstadt | 15:23    | 13:23     |

### Halbfinale
|                  | Gesamt |                  | Hinspiel | Rückspiel |
| ---------------- | ------ | ---------------- | -------- | --------- |
| SKA Minsk        | 61:46  | RK Medveščak     | 35:23    | 26:23     |
| TV Großwallstadt | 49:29  | HC Baník Karviná | 28:13    | 21:16     |

### Finale
Das Hinspiel fand am 15. Mai 1988 und das Rückspiel am 21. oder 22. Mai 1988 in Minsk statt.
|                  | Gesamt |           | Hinspiel      | Rückspiel    |
| ---------------- | ------ | --------- | ------------- | ------------ |
| TV Großwallstadt | 39:48  | SKA Minsk | 24:21 (12:10) | 15:27 (8:13) |